# Кнебел, Джон
Джон Альберт Кнебел (англ. John Albert Knebel; род. 4 октября 1936, Талса, Оклахома) — американский государственный деятель, министр сельского хозяйства США (1976—1977).

## Биография
Кнебел родился 4 октября 1936 года в Талсе, штат Оклахома. Он окончил Вест-Пойнт в 1959 году и получил степень магистра в Крейтонском университете в 1962 году. В 1965 году он получил степень юриста в Американском университете. С 1965 по 1968 год он занимался частной практикой. Он был помощником конгрессмена по законодательным вопросам Дж. Эрнеста Уортона в 1963 и 1964 годах и занимал должность главного юрисконсульта в Администрации малого бизнеса во время второго срока президента Никсона. В марте 1971 года он стал главным юрисконсультом Администрации малого бизнеса, а в январе 1973 года был назначен главным юрисконсультом Министерства сельского хозяйства. В декабре 1975 года был назначен заместителем министра сельского хозяйства.
4 ноября 1976 года президент Джеральд Форд назначил Кнебела министром сельского хозяйства. Его пребывание на этом посту было кратким и закончилось 20 января 1977 года. После этого он вернулся к юридической деятельности.